# Бристоль Тауншип (округ Бакс, Пенсільванія)
Бристоль Тауншип (англ. Bristol Township) — селище (англ. township) в США, в окрузі Бакс штату Пенсільванія. Населення — 54 291 особа (2020).

### Клімат
| Клімат : Бристоль Тауншип | Клімат : Бристоль Тауншип | Клімат : Бристоль Тауншип | Клімат : Бристоль Тауншип | Клімат : Бристоль Тауншип | Клімат : Бристоль Тауншип | Клімат : Бристоль Тауншип | Клімат : Бристоль Тауншип | Клімат : Бристоль Тауншип | Клімат : Бристоль Тауншип | Клімат : Бристоль Тауншип | Клімат : Бристоль Тауншип | Клімат : Бристоль Тауншип | Клімат : Бристоль Тауншип |
| Показник                  | Січ.                      | Лют.                      | Бер.                      | Квіт.                     | Трав.                     | Черв.                     | Лип.                      | Серп.                     | Вер.                      | Жовт.                     | Лист.                     | Груд.                     | Рік                       |
| Абсолютний максимум, °C   | 22,1                      | 25,6                      | 31,0                      | 35,0                      | 35,6                      | 36,2                      | 39,5                      | 38,4                      | 37,2                      | 31,7                      | 27,6                      | 24,6                      | 39,5                      |
| Середній максимум, °C     | 4,9                       | 6,7                       | 11,1                      | 17,8                      | 23,1                      | 28,2                      | 30,5                      | 29,6                      | 25,8                      | 19,6                      | 13,5                      | 7,3                       | 18,2                      |
| Середня температура, °C   | 0,3                       | 1,7                       | 5,7                       | 11,6                      | 16,7                      | 22,0                      | 24,6                      | 23,7                      | 19,8                      | 13,4                      | 8,1                       | 2,7                       | 12,6                      |
| Середній мінімум, °C      | −4,3                      | −3,4                      | 0,2                       | 5,3                       | 10,4                      | 15,8                      | 18,7                      | 17,9                      | 13,8                      | 7,3                       | 2,7                       | −1,9                      | 6,9                       |
| Абсолютний мінімум, °C    | −23                       | −19,1                     | −15,3                     | −7,8                      | 0,6                       | 5,6                       | 9,1                       | 6,1                       | 2,6                       | −3,6                      | −10,9                     | −17,6                     | −23                       |
| Норма опадів, мм          | 91                        | 69                        | 108                       | 98                        | 107                       | 107                       | 128                       | 110                       | 103                       | 94                        | 87                        | 100                       | 1202                      |
| Вологість повітря, %      | 64.9                      | 61.2                      | 57.8                      | 56.8                      | 61.9                      | 65.4                      | 66.2                      | 68.4                      | 68.8                      | 68.1                      | 66.4                      | 66.5                      | 64.4                      |
| ------------------------- | ------------------------- | ------------------------- | ------------------------- | ------------------------- | ------------------------- | ------------------------- | ------------------------- | ------------------------- | ------------------------- | ------------------------- | ------------------------- | ------------------------- | ------------------------- |
| Джерело: PRISM            |                           |                           |                           |                           |                           |                           |                           |                           |                           |                           |                           |                           |                           |

## Демографія
Згідно з переписом 2010 року, у селищі мешкали 54 582 особи в 19 841 домогосподарстві у складі 14 050 родин. Було 20887 помешкань
Расовий склад населення:
| - 81,0 % — білих - 10,2 % — чорних або афроамериканців - 2,8 % — азіатів - 0,2 % — корінних американців - 2,9 % — осіб інших рас |

До двох чи більше рас належало 2,8 %. Частка іспаномовних становила 7,4 % від усіх жителів.
За віковим діапазоном населення розподілялося таким чином: 22,4 % — особи молодші 18 років, 65,4 % — особи у віці 18—64 років, 12,2 % — особи у віці 65 років та старші. Медіана віку мешканця становила 38,8 року. На 100 осіб жіночої статі у селищі припадало 98,8 чоловіків;  на 100 жінок у віці від 18 років та старших — 96,4 чоловіків також старших 18 років.
Середній дохід на одне домашнє господарство  становив 67 288 доларів США (медіана — 57 678), а середній дохід на одну сім'ю — 75 330 доларів (медіана — 64 189). Медіана доходів становила 47 283 долари для чоловіків та 40 150 доларів для жінок. За межею бідності перебувало 9,7 % осіб, у тому числі 14,0 % дітей у віці до 18 років та 6,1 % осіб у віці 65 років та старших.
Цивільне працевлаштоване населення становило 27 487 осіб. Основні галузі зайнятості: освіта, охорона здоров'я та соціальна допомога — 20,3 %, роздрібна торгівля — 15,8 %, виробництво — 12,5 %.